# ペペペペン議員
ペペペペン議員（ペペペペンぎいん）は、ディー・エル・イーとサンリオが共同で開発したキャラクター、および2016年に2分間の短編アニメとし放送されたテレビアニメ作品。アニメでは、ペンギンである議員たちが様々な問題について討論する。テレビ大阪の女性社員が「TVO☆きらきら娘。」の名で声優初挑戦している。

## キャラクター
江の島 ショーン（えのしま しょーん）
声 - MICO（SHE IS SUMMER）
本作の主人公である青い新人ペン議員。無所属。「ペペ」としか言わない。
栗尾 音々（くりお ねね）
声 - 篠原ぱらこ
ショーンの秘書であるクリオネ。父は外交官。
南極 総一郎（なんごく そういちろう）
声 - FROGMAN
南極合衆国の元総理大臣で、南極一族の中では長老格にあたる。総理大臣引退後も与党『華麗なるペンギン党』の議員として議会に参加している。ループタイを着用している。
自己中心的で若い娘が好きという困ったところがある一方、孫である総介には甘い。
南極 総介
声 - FROGMAN
総一郎の孫であるペン議員。正義感が強く硬派な性格だが、恋愛にあこがれる一面もある。
南極 総明
声 - FROGMAN
総一郎の次男にして、現職の総理大臣。父の言うことを基に公務をこなしており、自らの意志は強くないものの、頑固なところがある。
北極 星治（ほっきょく せいじ）
声 - べんぴねこ
南極一族のライバルである反ペン党の党員。
そうだそうだガールズ（元気なお、嬢品ユカ、旬菜ゆうゆ）
声 - TVO☆きらきら娘。（辰巳奈穂、山田侑加理、藤川裕子）
女性ペン議員のトリオで、議員の意見に合わせてそうだそうだを連発する。
雪村 杏奈（ゆきむら あんな）
声 - 国安加奈
尼党に所属する、ピンク色のペン議員。目立ちたがり屋で若作りをしており、アイドル気取りで議員の仕事をしている。
墨田 マキ（すみだ まき）
声 - 篠原ぱらこ
尼党の代表である、濃いピンク色のペン議員。本来はつぶらな瞳を持つおっとりした性格だが、眼鏡をかけて威厳のある人物に見せようとしている。
墨田 昇（すみだ のぼる）
声 - ハマー
無所属のペン議員で、マキの息子にあたる。自らの幸せよりも、周囲の幸せを優先する傾向にある。
豊満 寒（ほうまん かん）
声 - べんぴねこ
華麗なるペンギン党の議員。かつてはお笑い芸人だったが、引退して大学に通いペン議員になったという経緯を持つ。芸能界を去った後も、笑いの力で世界を幸せにするという夢を持っており、日々ギャグを考えている。
航海 滑（こうかい すべる）
声 - チャーリー
華麗なるペンギン党の議員。かつてオリンピックで金メダルを取ったことのあるフィギュアスケーターで、議会でも金メダルを取ることを目指している。
腰金 均（こしがね ひとし）
声 - そろそろ谷川
華麗なるペンギン党の議員。したたかでずるがしこい日和見主義者で、格下の者に対してはとことん見下す一方、大物の副官の座に就きたいと考えている。
パッション洋子
声 - 飯田里穂
女性ペン議員。ビーチバレーの選手として活躍したのち、グラビアアイドルとして活動していたところを南極総介に見初められ、政界入りしたという経緯を持つ。
洋子を演じた飯田はキャラクターについて、「見た目よりも精神年齢が高い、ツンデレ」と評しており、「のんびり者の多いペン議員たちのスパイスのような面白い存在にしつつも、かわいらしさも表現したい」と、ニュースサイト・SPICEとのインタビューの中で述べている。
吉本シゲキ
声 - ルンパロ・チータ
氷点華（ひょうてん はな）
声 - 内田美穂

## スタッフ
- 監督 - そろそろ谷川
- 演出 - 篠原ぱらこ
- 作画監督 - 柿木直子
- 音楽制作 - すどうゆうき
- プロデューサー - 井上勝哉、金林剛（ - 2話）→利根りか（3話 - 8話）、森田竜一（ - 8話）、島田靖子
- 製作 - ペペペペン議員製作委員会（サンリオ、ディー・エル・イー、テレビ大阪、ビーイング）

## 主題歌
エンディングテーマ「どっちもどっち」
作詞・作曲 - とまG / 歌 - うそつき・トマト

## 各話リスト
| 話数   | サブタイトル                                                                                               | シナリオ     | シナリオ |
| ------ | --- | ------------ | -------- |
| PV     | インスタントラーメンを食べるときあなたは…カップ麺？ふくろ麺？                                              | -            | -        |
| 第1話  | 友達からお金を返してほしい時…自分から返してと言う派？待つ派？                                              | そろそろ谷川 | 川口夢斗 |
| 第2話  | 雑誌を読んでいてたまたまエッチなページに差し掛かった時、後ろに他人がいたら… 飛ばして読む派？堂々と読む派？ | そろそろ谷川 | 川口夢斗 |
| 第3話  | 靴を履いた後に忘れ物に気づいたら…靴を脱いで取りに行く派？靴を履いたまま頑張る派？                          | そろそろ谷川 | 赤嶺総理 |
| 第4話  | 限りなくBカップに近いAカップだったら…正直にAカップと言う派？見栄を張ってBカップと言う派？                  | そろそろ谷川 | 赤嶺総理 |
| 第5話  | 美容院に行く前に…髪を洗う派？美容院で洗ってもらうから洗わない派？                                          | そろそろ谷川 | 川口夢斗 |
| 第6話  | 自分が面白くないと思っている映画を友達が絶賛し始めたとき…話を合わせる派？正直な感想を言う派？              | そろそろ谷川 | 赤嶺総理 |
| 第7話  | 飲み会での『無礼講』ってどこまでがセーフなの!?                                                             | そろそろ谷川 | -        |
| 第8話  | 男女の友情って本当に成立しないの!?                                                                         | そろそろ谷川 | 赤嶺総理 |
| 第9話  | 10分くらい遅刻しそうな時…”あと5分で着く”と短めに言う派？念のため”あと15分で着く”と長めに言う派？           | そろそろ谷川 | 安倍徹   |
| 第10話 | 激論！『モテる男ってどんな男？』ペン議員夜まで生討論会                                                     | そろそろ谷川 | 川口夢斗 |
| 第11話 | 自転車に乗っている時に前に人がいたら…チャリンチャリン鳴らす派？それともブレーキの軋む音で気づかせる派？    | そろそろ谷川 | 安倍徹   |
| 第12話 | あなたはいくつ該当する？『大阪人度チェック』                                                               | そろそろ谷川 | 川口夢斗 |
| 第13話 | パンチラして特に恥ずかしいのは… 超派手な攻めパンツ派？ダサくて古いヨレヨレパンツ派？                       | そろそろ谷川 | -        |

## 放送局
| 放送地域 | 放送局                       | 放送期間                 | 放送日時           | 放送系列       | 備考             |
| -------- | ---------------------------- | ------------------------ | ------------------ | -------------- | ---------------- |
| 大阪府   | テレビ大阪                   | 2016年10月2日 - 12月25日 | 日曜 22:48 - 22:54 | テレビ東京系列 | 初回は23:18開始  |
| 日本全域 | GYAO!                        | 2016年10月3日 - 12月26日 | 月曜 0:00更新      | ネット配信     |                  |
| 日本全域 | YouTube DLEチャンネル        | 2016年10月3日 - 12月26日 | 月曜 0:00更新      | ネット配信     |                  |
| 日本全域 | AbemaTV 新作アニメチャンネル | 2016年10月3日 - 12月26日 | 月曜 22:25 - 22:30 | ネット配信     | リピート放送あり |

## サンリオキャラクター大賞の順位
2016年よりサンリオキャラクター大賞に参加している。しかし得票数は振るわず、2016年サンリオキャラクター大賞を終えた際に『いちご新聞』上に掲載されたサンリオキャラクター大賞の最下位圏内のキャラクターたちの声を纏めたコラムの「さようならのこえ」には「バニー&マッティ」や「ピーターデイビス」などの古株キャラとともに「ペペペペン議員」もそのひとつに掲載され、初参加にしていきなりその後の出場が危ぶまれたが、その翌年も出場され、2018年以降は出場を取りやめている。なお、上述の「さようならのこえ」に掲載された本人の一言は「ペペペ・・・」で、2017年のキャラクター大賞を終えた際の一言は「ペペペペ（当確にはほど遠い?!）!!!」であった。
- 2016年サンリオキャラクター大賞99位（いちご新聞ランキング95位タイ[6]） ／ なでる投票94位[7]。
- 2017年サンリオキャラクター大賞78位[5]（いちご新聞ランキング82位[8]）。
- 2018年以降出場なし。

## その他
放送直前の2016年9月29日、出演者である長谷川豊がブログで差別的な発言をしたことを受け、テレビ大阪は長谷川を番組に出さない方向で製作委員会と協議していることを明らかにし、その後10月4日に正式に降板が決定した。